# 화이안구

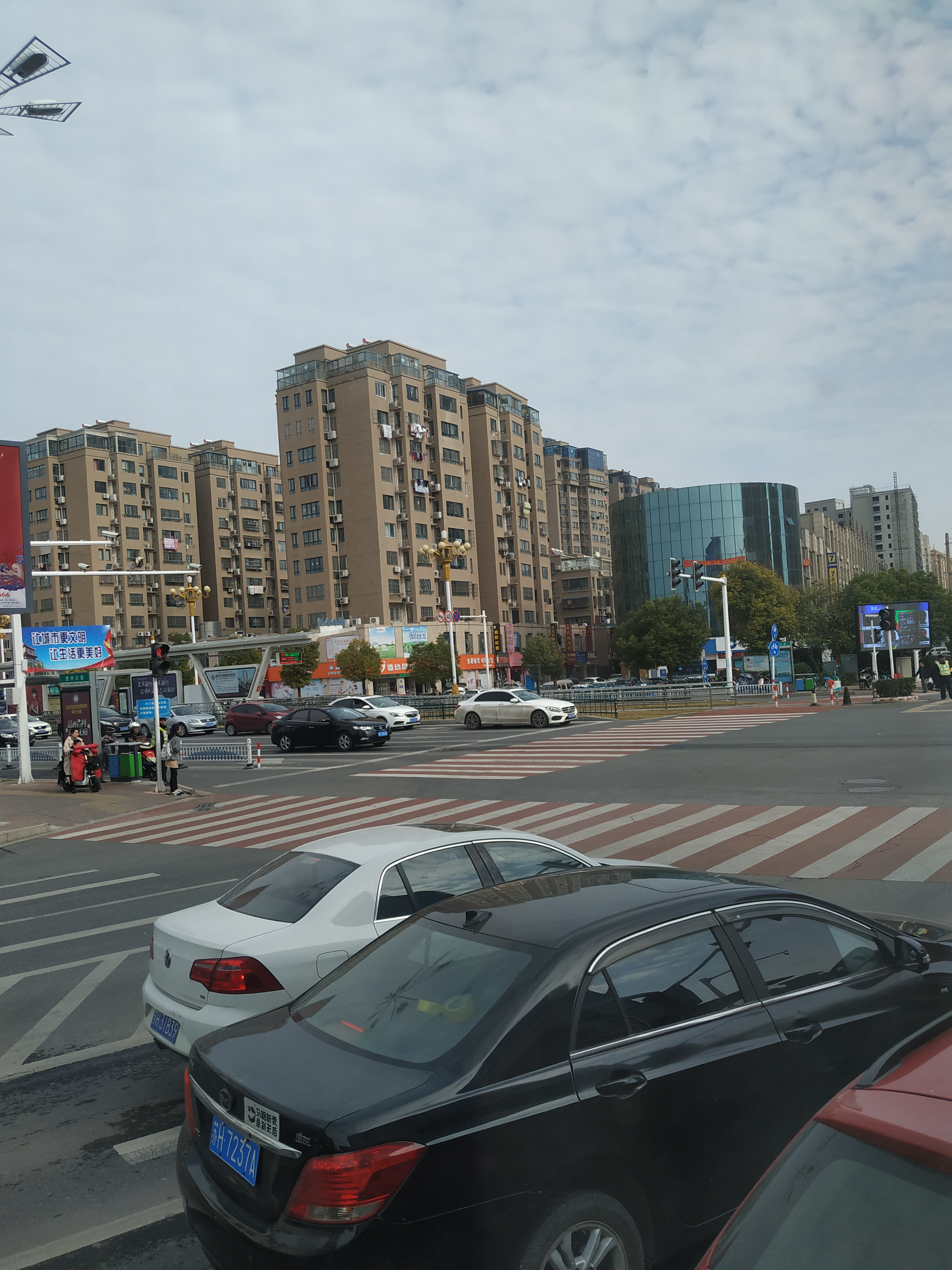

화이안구(한국어: 회안구, 중국어: 淮安区, 병음: Huái ān Qū)는 중화인민공화국 장쑤성 화이안 시의 시할구이다. 넓이는 1,439km2이고, 인구는 2007년 기준으로 1,210,000명이다. 이전 명칭은 추저우 구(한국어: 초주구, 중국어: 楚州区, 병음: Chǔzhōu Qū)이다. 2012년 1월에 현재의 명칭으로 변경했다.

## 행정 구역
21개 진, 6개 향을 관할한다.
- 진: 淮城镇, 平桥镇, 上河镇, 马甸镇, 朱桥镇, 溪河镇, 施河镇, 车桥镇, 泾口镇, 流均镇, 博里镇, 仇桥镇, 复兴镇, 苏嘴镇, 钦工镇, 顺河镇, 季桥镇, 席桥镇, 林集镇, 南闸镇, 范集镇.
- 향: 建淮乡, 茭陵乡, 宋集乡, 城东乡, 南马厂乡, 三堡乡.